# Село (Ајдовшчина)
Село (словен. Selo, итал. Sella nella Valle del Vipacco) је насеље у општини Ајдовшчина, покрајини Приморска која припада Горишкој регији Републике Словеније.

## Географија
На западном делу Словеније у Випавској долини као презадње село на западу општине 10 км од Ајдовшчине под обронцима Чавна налази се насеље Село. Насеље се простире на 3,98 km² на надморској висини од 145 до 170 м.. 
Насеље се сатоји од заселака: Баркула, Бауч, Бритих, Горни конец, Гуно, Маитов хриб, Мандрја и На горици.

## Историја
До територијалне реоганизације у Словенији Предмеја се налазила у саставу старе општине Ајдовшчина.

## Становништво
На попису становништва 2011. године, Село је имало 441 становника.
| Број становниика по пописима | Број становниика по пописима | Број становниика по пописима |
| ---------------------------- | ---------------------------- | ---------------------------- |
| 1991                         | 2002                         | 2011                         |
| 328                          | 376                          | 441                          |

## Референца
1. ↑  Архивирано на веб-сајту  (15. мај 2011) (15. мај 2011) Сајт општине Ајдовшчина]
2. ↑  „Statistični urad Republike Slovenije”. Архивирано из оригинала 24. 02. 2015. г. Приступљено 18. 01. 2018.